# Contarinia bitensis
Contarinia bitensis är en tvåvingeart som först beskrevs av Jean-Jacques Kieffer 1909.  Contarinia bitensis ingår i släktet Contarinia och familjen gallmyggor.
Artens utbredningsområde är Frankrike. Inga underarter finns listade i Catalogue of Life.